# Manfred Scheuer
Manfred Scheuer (ur. 10 sierpnia 1955 w Haibach ob der Donau) – austriacki duchowny rzymskokatolicki, biskup diecezjalny Innsbrucku w latach 2003–2015, biskup diecezjalny Linzu od 2016, zastępca przewodniczącego Konferencji Episkopatu Austrii od 2020.

## Życiorys
Święcenia kapłańskie otrzymał 10 października 1980 z rąk kardynała Josepha Schröffera. Inkardynowany do diecezji Linz, przez kilka lat był duszpasterzem parafialnym. Od 1985 związany z wydziałem teologii Uniwersytetu Albrechta i Ludwika we Fryburgu. Był także m.in. ojcem duchownym seminarium w Linz oraz wykładowcą na wydziale teologicznym w Trewirze.
21 października 2003 papież Jan Paweł II mianował go biskupem diecezjalnym diecezji Innsbrucku. Sakry biskupiej udzielił mu arcybiskup Alois Kothgasser.
18 listopada 2015 papież Franciszek mianował go ordynariuszem diecezji Linzu. Ingres odbył się 17 stycznia 2016.
16 czerwca 2020 został wybrany zastępcą przewodniczącego Konferencji Episkopatu Austrii.